# Thermonatrit
Thermonatrit ist ein selten vorkommendes Mineral aus der Mineralklasse der „Carbonate (und Verwandte)“. Es kristallisiert im orthorhombischen Kristallsystem mit der Zusammensetzung Na2[CO3]·H2O. Chemisch gesehen handelt es sich um ein wasserhaltiges Natriumcarbonat. Es findet sich überwiegend in Form weißer oder graugelber, pudriger Krusten und Ausblühungen. Sehr selten entwickelt er auch farblose bis weiße, nadelige Kristalle.

## Besondere Eigenschaften
Da Thermonatrit einerseits leicht wasserlöslich ist, andererseits an der Luft aber auch bereitwillig dehydratisiert, das heißt Kristallwasser abspaltet und austrocknet, muss er als Mineralprobe in einem luftdichten Behälter geschützt aufbewahrt werden.

## Etymologie und Geschichte
Benannt wurde Thermonatrit 1845 durch Wilhelm Ritter von Haidinger, der das Mineral nach dem griechischen Wort θερμός [thermós] für warm und dem verwandten Mineral Soda bzw. der chemischen Verbindung Natron in Anspielung auf dessen Ursprung als "durch Wärmezufuhr ausgetrocknetes Natron" bezeichnete.

## Klassifikation
In der veralteten 8. Auflage der Mineralsystematik nach Strunz gehörte der Thermonatrit zur Mineralklasse der „Carbonate“ und dort zur Abteilung „Wasserhaltige Carbonate ohne fremde Anionen“, wo er gemeinsam mit Chalkonatronit, Gaylussit, Pirssonit, Soda und Trona in der „Thermonatrit-Soda-Gruppe“ mit der Systemnummer Vb/C.02 steht.
In der zuletzt 2018 überarbeiteten Lapis-Systematik nach Stefan Weiß, die formal auf der alten Systematik von Karl Hugo Strunz in der 8. Auflage basiert, erhielt das Mineral die System- und Mineralnummer V/D.02-010. Dies entspricht der Klasse der „Nitrate, Carbonate und Borate“ und dort der Abteilung „Wasserhaltige Carbonate, ohne fremde Anionen“, wo Thermonatrit zusammen mit Baylissit, Chalkonatronit, Gaylussit, Pirssonit, Soda und Trona eine unbenannte Gruppe mit der Systemnummer V/D.02 bildet.
Die von der International Mineralogical Association (IMA) zuletzt 2009 aktualisierte 9. Auflage der Strunz’schen Mineralsystematik ordnet den Thermonatrit in die Klasse der „Carbonate und Nitrate“ und dort in die Abteilung „Carbonate ohne zusätzliche Anionen; mit H2O“ ein. Hier ist das Mineral in der Unterabteilung „Mit großen Kationen (Alkali- und Erdalkali-Carbonate)“ zu finden, wo es als einziges Mitglied eine unbenannte Gruppe mit der Systemnummer 5.CB.05 bildet.
In der vorwiegend im englischen Sprachraum gebräuchlichen Systematik der Minerale nach Dana hat Thermonatrit die System- und Mineralnummer 15.01.01.01. Das entspricht der Klasse der „Carbonate, Nitrate und Borate“ und dort der Abteilung „Wasserhaltige Carbonate“. Hier findet er sich innerhalb der Unterabteilung „Wasserhaltige Carbonate mit A+(XO3) • x(H2O)“ als einziges Mitglied in einer unbenannten Gruppe mit der Systemnummer 15.01.01.

## Kristallstruktur
Thermonatrit kristallisiert orthorhombisch in der Raumgruppe {\displaystyle \ Pca2_{1}} (Raumgruppen-Nr. 29) mit den Gitterparametern a = 10,72 Å; b = 5,26 Å und c = 6,47 Å sowie 4 Formeleinheiten pro Elementarzelle.

## Bildung und Fundorte
Thermonatrit bildet sich gewöhnlich auf den Böden von Salzsee und in Evaporit-Lagerstätten, selten auch an vulkanischen Fumarolen und in Hydrothermaladern artverwandter Karbonatite. Begleitminerale sind unter anderem Halit, Soda und Trona.
Insgesamt konnte Thermonatrit bisher (Stand: 2011) an rund 50 Fundorten nachgewiesen werden. In Österreich fand sich das Mineral an der Tiroler Gratlspitze und in der Schweiz trat es in den Salzminen bei Bex im Kanton Waadt zutage.
Weitere Fundorte sind der Wadi Natrun in Ägypten; Kanton San Juan (Provinz Nor Lípez) und Laguna Kollpa (Provinz Sur Lípez) in Bolivien; Damxung und Innere Mongolei in China; Narsaq in Grönland; Mont Saint-Hilaire (Montérégie-Hügel) in Kanada; mehrere Orte in der Großen Ungarische Tiefebene, Szeged und Debrecen in Ungarn; der Vesuv in Italien; der Bogoriasee und der Vulkan Suswa im Rift Valley in Kenia; der Mandara Lake in der libyschen Region Fessan; Antsirabe auf Madagaskar; Tolbatschik auf Kamtschatka, mehrere Orte auf der Halbinsel Kola und Verkhne-Chusovskie Gorodki im Ural in Russland; der Natronsee in Tansania sowie mehrere Salzseen und Salzbergwerke in den US-amerikanischen Bundesstaaten Kalifornien, Michigan, Nevada, New Mexico, Oregon, Utah und Washington.

### Synthetische Herstellung
Thermonatrit lässt sich auch künstlich mit Hilfe einer bei 25° zu 37 °C gesättigten Lösung aus Natriumhydrogencarbonat, die langsam abgekühlt wird, herstellen. Bei einer weniger gesättigten Lösung bei niedrigerer Temperatur entwickeln sich allerdings Kristalle aus Soda.